# HAL Dhruv
HAL Dhruv là một loại trực thăng đa nhiệm được công ty Hindustan Aeronautics Limited (HAL) của Ấn Độ phát triển và sản xuất. Dự án phát triển Dhruv được công bố lần đầu tiên vào tháng 11 năm 1984, và sau đó được thiết kế với sự trợ giúp từ công ty MBB của Đức. Máy bay trực thăng này cất cánh lần đầu vào năm 1992; tuy nhiên, việc phát triển máy bay bị kéo dài do nhiều yếu tố bao gồm yêu cầu của Lục quân Ấn Độ về thay đổi thiết kế, hạn chế ngân sách, và lệnh cấm vận sau khi Ẩn Độ thử hạt nhân năm 1998 Pokhran-II.
Dhruv đi vào hoạt động vào năm 2002. Máy bay được thiết kế nhằm đáp ứng cả mục đích quân sự và dân sự, với phiên bản quân sự dành cho Lực lượng Vũ trang Ấn Độ, trong khi các phiên bản dân sự/thương mại đồng thời được phát triển. Máy bay trực thăng này được xuất khẩu đầu tiên cho Nepal và Israel.
Các phiên bản quân sự đang sản xuất bao gồm chuyên chở, đa nhiệm, trinh thám và tải thương. Dựa trên khung thân Dhruv, máy bay trực thăng tấn công HAL Light Combat Helicopter (LCH) và HAL Light Utility Helicopter (LUH), máy bay trực thăng đa nhiệm quan sát hiện đang được phát triển. Đến thời điểm tháng 8 năm 2013, đã có hơn 200 chiếc HAL Dhruv được xuất xưởng cho nhiều khách hàng khác nhau.

### Phát triển nâng cấp

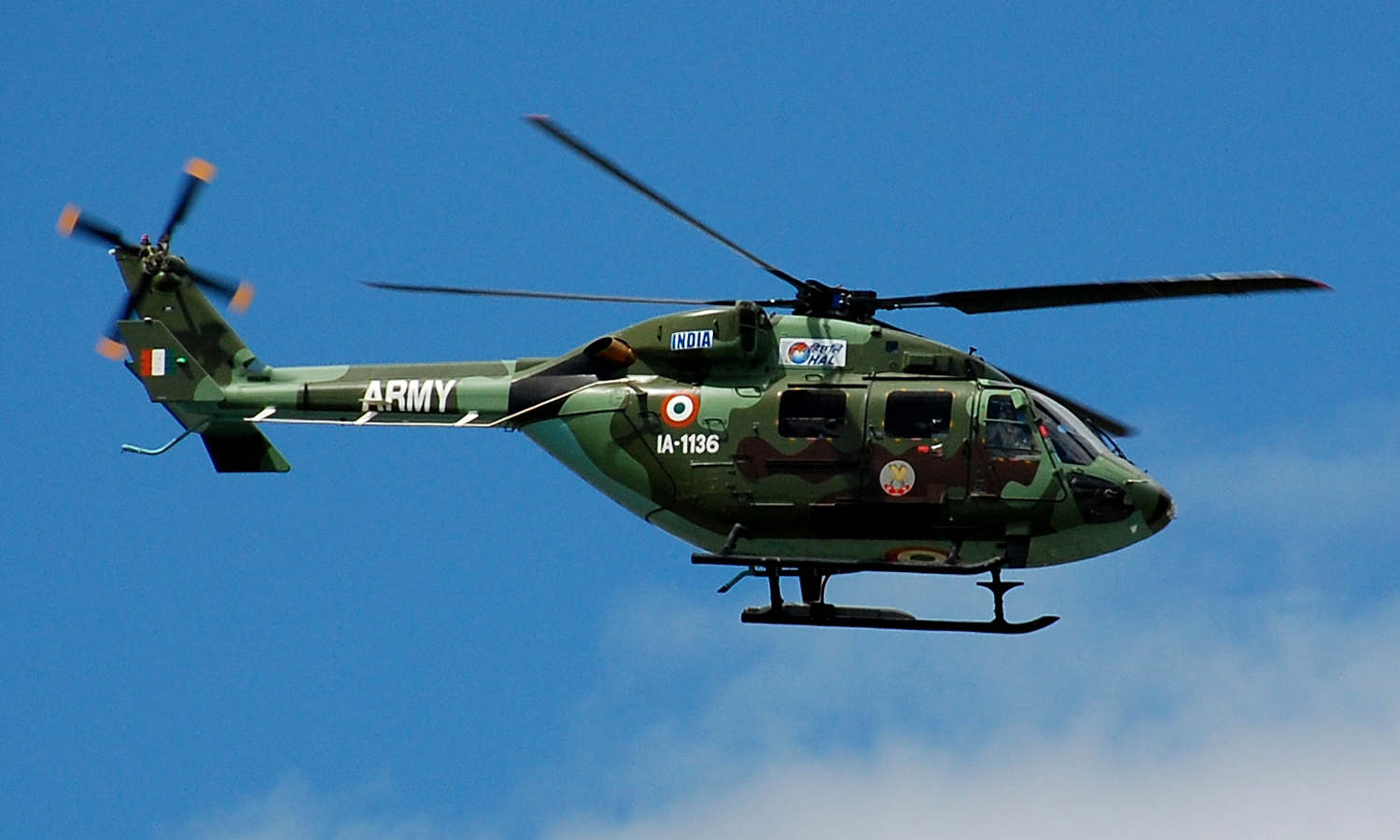
Một máy bay Dhruv của Lục quân Ấn Độ

## Thiết kế

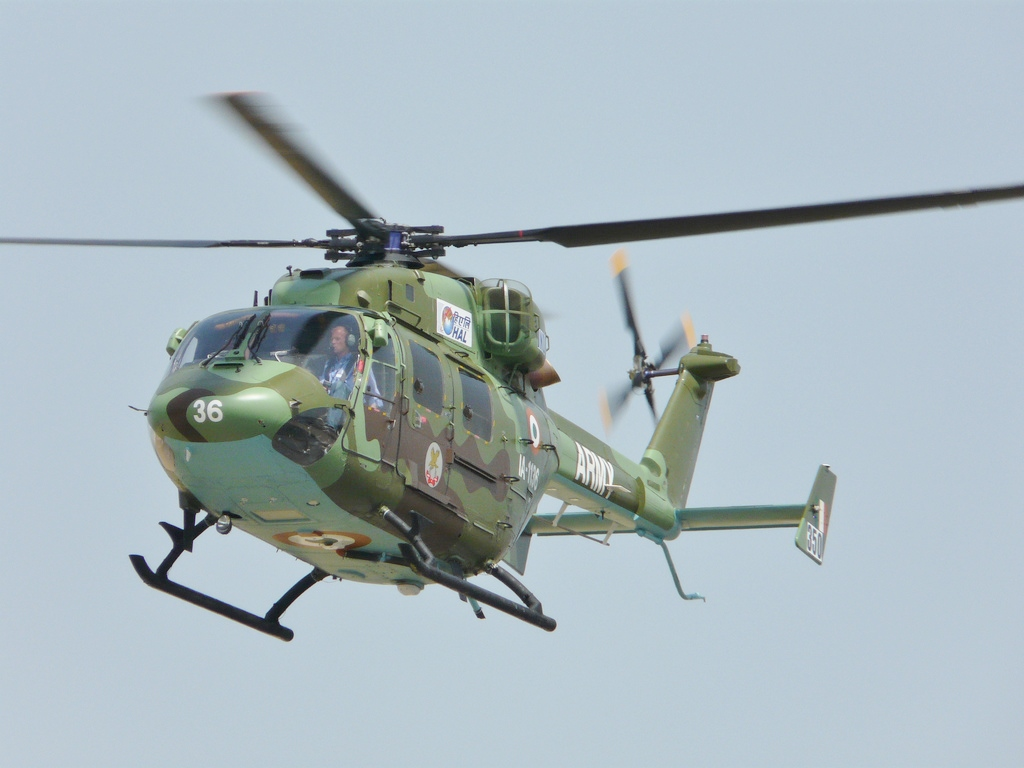
Một chiếc Dhruv của Lục quân Ấn Độ tại ILA 2008

### Ấn Độ

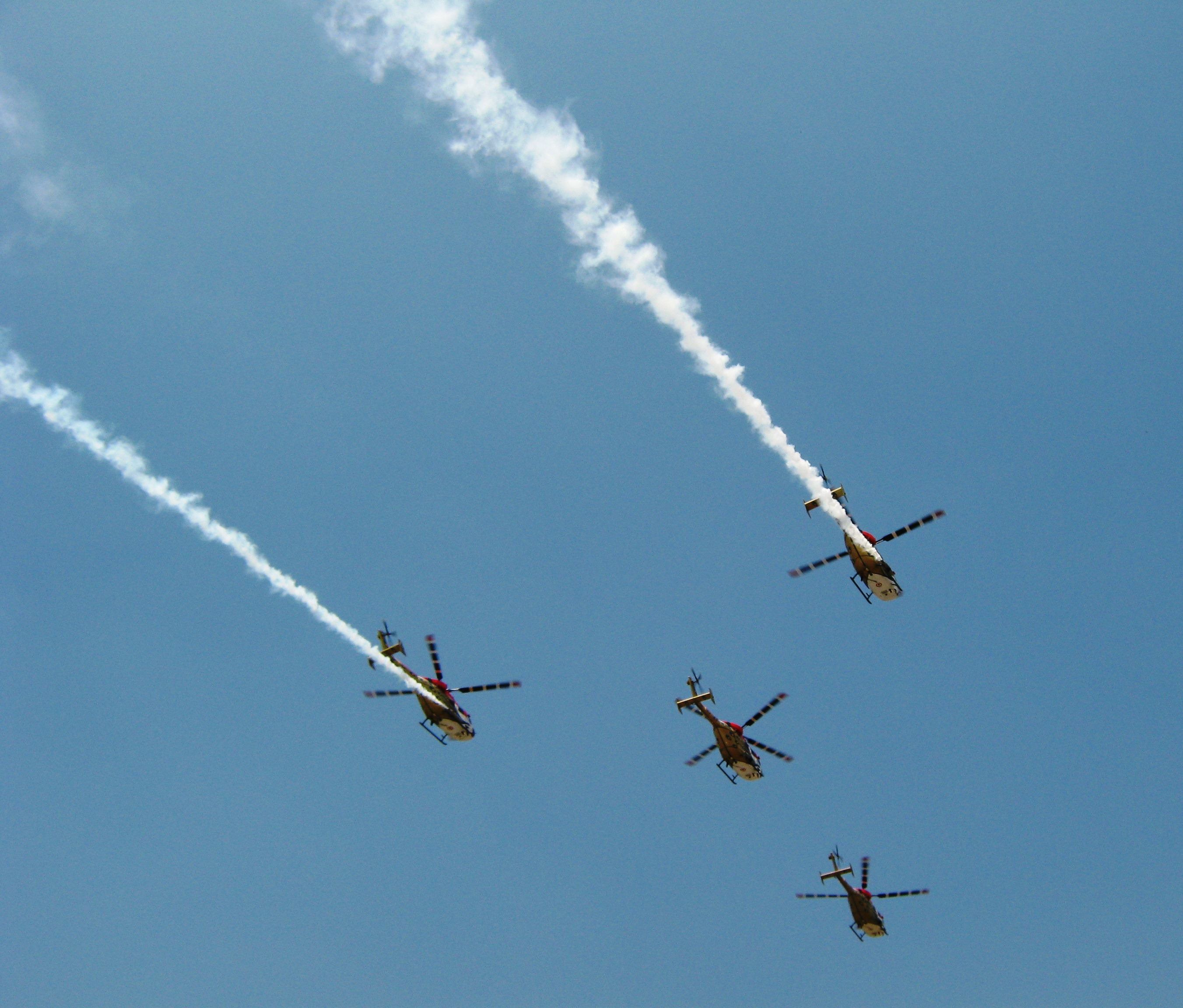
IAF Sarang display team uses modified Dhruvs

#### Nam Mỹ

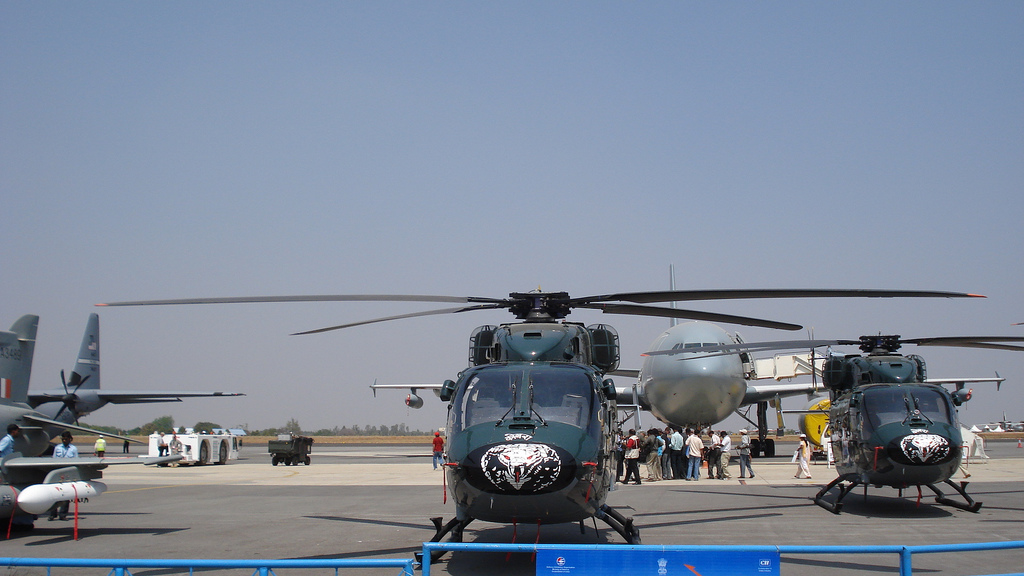
Dhruv helicopters of the Ecuadorian Air Force

#### Đơn hàng khác

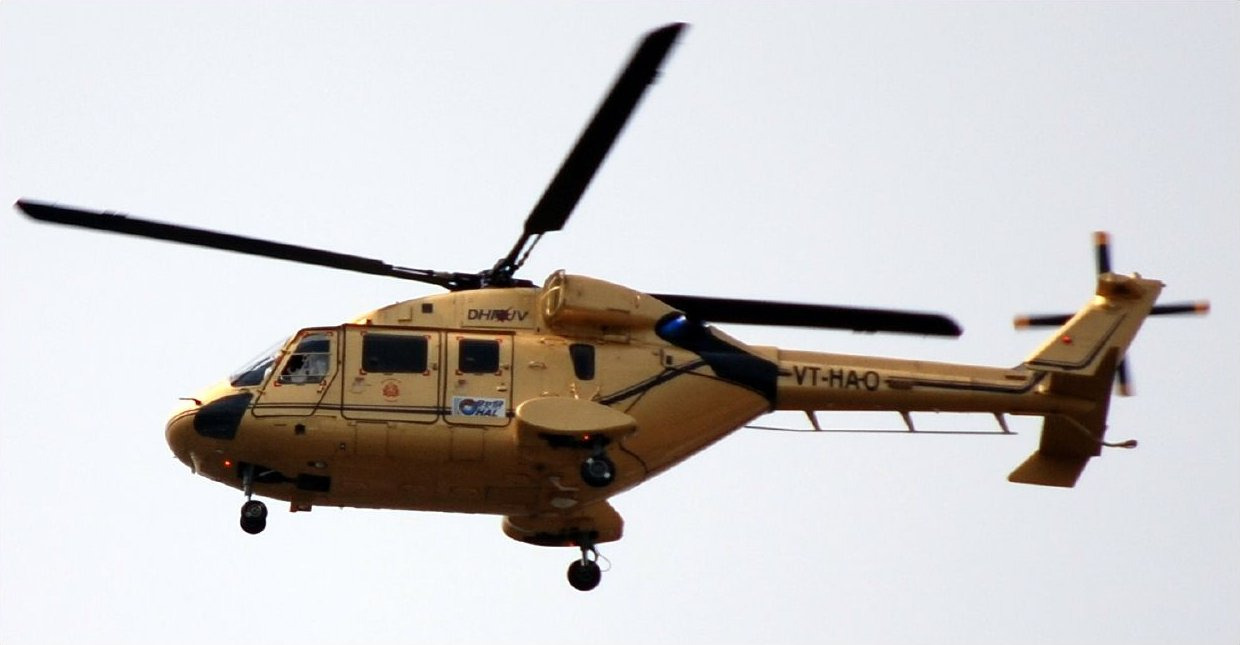
phiên bản Dhruv dân sự

### Quân sự

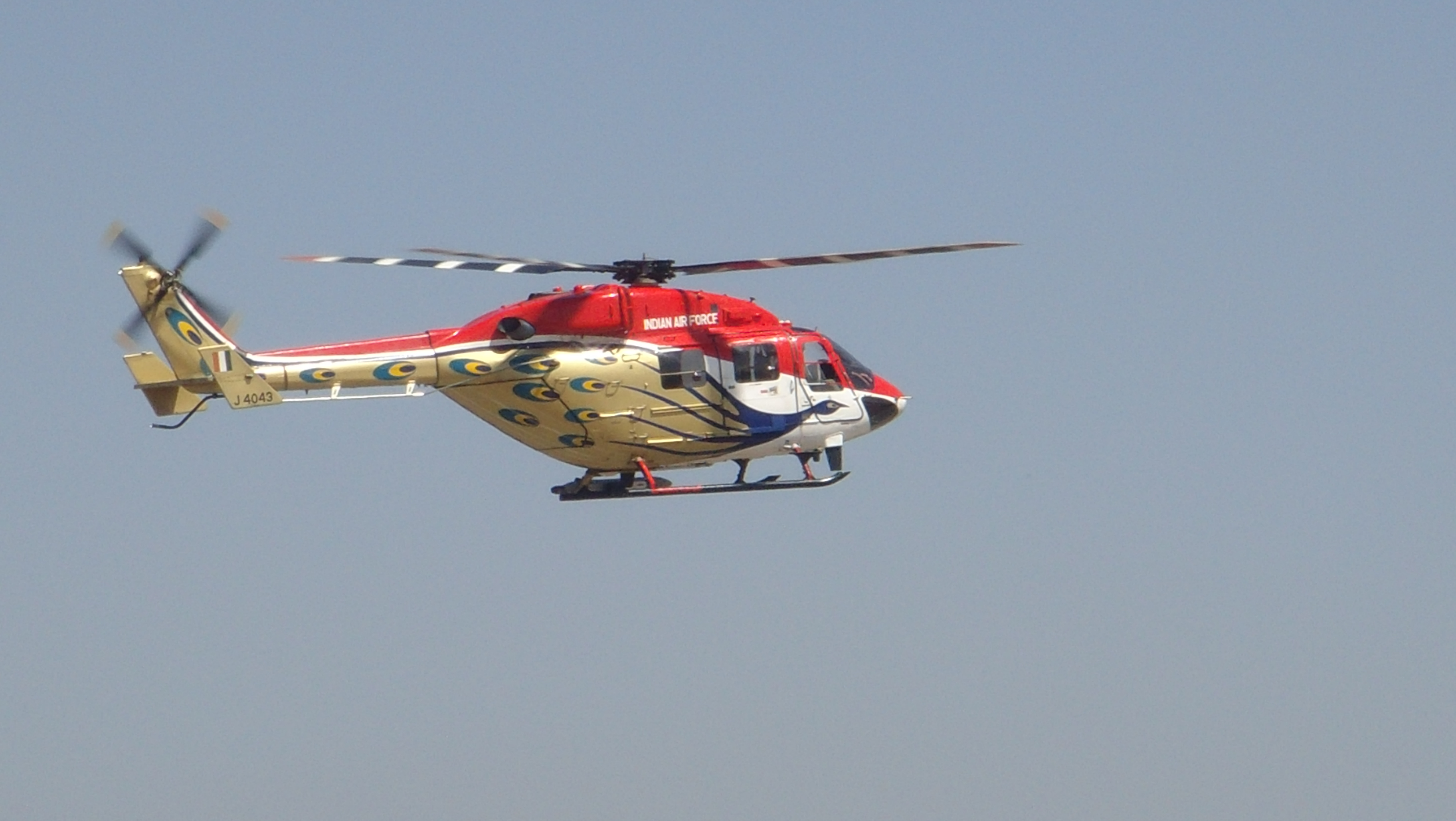
A Dhruv, in Sarang display markings, at Aero India 2011

### Dân sự

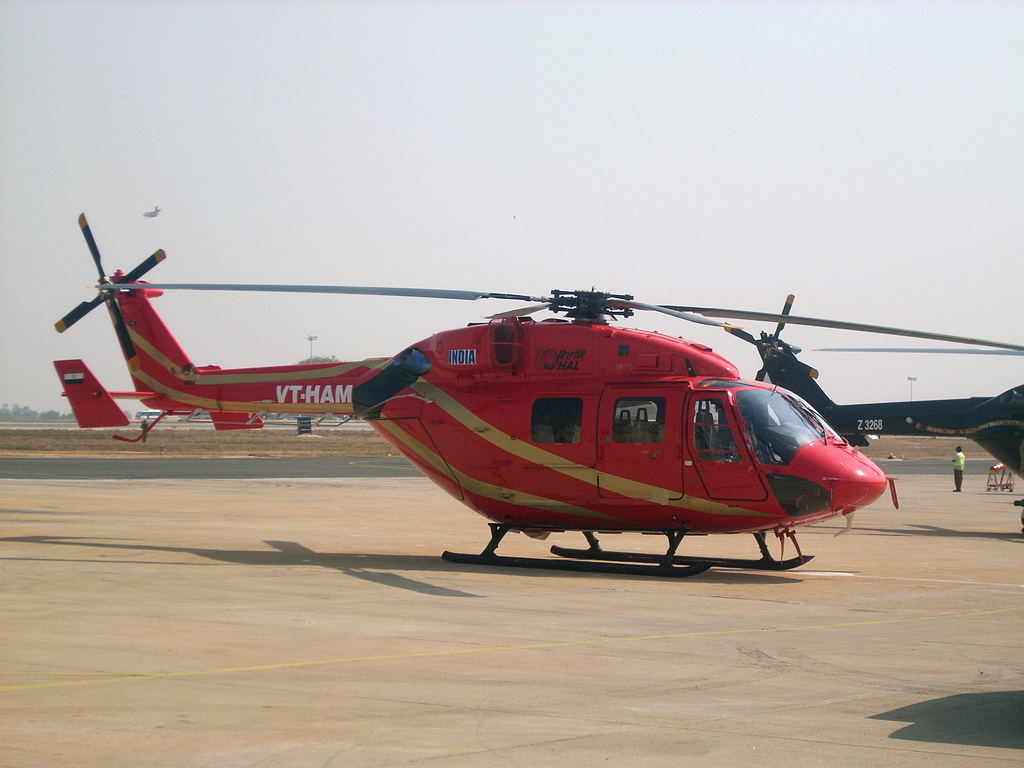
HAL Dhruv air ambulance in Bangalore, Ấn Độ

## Phát triển